# Андреа Агостінеллі
Андреа Агостінеллі (італ. Andrea Agostinelli, нар. 20 квітня 1957, Анкона) — італійський футболіст, що грав на позиції півзахисника. По завершенні ігрової кар'єри — тренер.
Виступав, зокрема, за клуб «Лаціо», а також молодіжну збірну Італії.

## Клубна кар'єра
Народився 20 квітня 1957 року в місті Анкона. Вихованець футбольної школи клубу «Лаціо». Дебютував в Серії А 19 жовтня 1975 року в матчі проти «Перуджі» (0:2). У наступні сезони він був дублером Лучано Ре Чекконі і став основним гравцем лише 1977 року після смерті останнього. Всього за «орлів» провів чотири сезони, взявши участь у 75 матчах чемпіонату.
В 1979 році перейшов на правах оренди в «Наполі», проте на поле виходив вкрай рідко, зігравши лише 9 матчів у Серії А, крім того був залучений до розслідування по договірним матчам, хоча і був виправданий.
Після повернення в «Лаціо» Агостінеллі повторно був відданий в оренду, на цей раз в «Пістоєзе», яке саме вийшло до Серії А. У Тоскані Андреа відразу став основним гравцем, зігравши 27 матчів в чемпіонаті, але команда закінчила сезон на останньому місці і покинула елітний дивізіон.
В жовтні 1981 року Агостінеллі став гравцем клубу з Серії C1 «Модена», яка купила гравця за 300 мільйонів лір. Проте у новій команді півзахисник провів лише один рік і у жовтні 1982 рок перейшов до «Аталанти», з якою провів два сезони в Серії Б і один в Серії А.
У 1985 році Андреа перейшов у «Авелліно» з Серії А, а у жовтні 1986 року, після того, як провів свої останні дві гри у вищому дивізіоні Італії на початку сезону 1986/87, Агостінеллі на правах оренди став гравцем «Лечче» з Серії В. Граючи як основний гравцець Агостінеллі допоміг клубу вийти в плей-оф за право виступу в Серії А, проте там його клуб поступився «Чезені». У жовтні 1987 року, також на правах оренди, Андреа перейшов у «Дженоа» з Серії B, зігравши у 18 матчах.
Згодом з 1988 по 1990 рік грав два сезони за «Мантову» в Серії С1. Завершив професійну ігрову кар'єру 1992 року у клубі «Лодіджані» з Серії С2, з якою виграв просування до Серії С1 в 1991 році.
За свою кар'єру він провів 172 матчів і 3 голи в Серії А і 112 матчів і 2 голи в Серії Б.

## Виступи за збірну
Протягом 1976—1978 років залучався до складу молодіжної збірної Італії, разом з якою став чвертьфіналістом молодіжного Євро-1978. Всього на молодіжному рівні зіграв у 12 офіційних матчах.

## Кар'єра тренера
Розпочав тренерську кар'єру відразу ж по завершенні кар'єри гравця, 1992 року, увійшовши до тренерського штабу клубу «Лодіджані».
В 1994 році розпочав самостійну тренерську кар'єру, очоливши клуб Серії D «Латина». У наступному сезоні переходить до «Астреї» з Серії С2, з якою вилетів до Серії D, але повернувся назад до Серії C2 в наступному році, а також виграв аматорський Кубок Італії.
У сезоні 1997/98 тренував «Мантову» з Серії С2, а в наступному сезоні очолив «Пістоєзе», яке вивів з Серії С1 в Серію В, після чого зберіг прописку команді в Серії В сезону 1999/00.
У 2000 році Агостінеллі очолив «Тернану» з Серії B, але був звільнений в листопаді 2001 року через невдалий старт свого другого сезону в клубі.
У сезоні 2002/03 Агостінеллі дебютував в Серії А в статусі тренера, керуючи «П'яченцою». Проте результати команди були низькими (3 перемоги в 19 турах), тому в лютому 2003 року після домашньої поразки 1:4 від «Брешії» Агостінеллі був звільнений.
Влітку 2003 року прийняв пропозицію попрацювати у клубі Серії В «Наполі», проте вже в листопаді того ж року був звільнений. Після цього з грудня 2004 по квітень очолював інший клуб другого дивізіону «Кротоне», проте також у клубі надовго не затримався.
У лютому 2006 року Агостінеллі замінює Вітторіо Руссо біля керма клубу «Трієстина», який врятував від вильоту з Серії В, але в лютому 2007 року був звільнений з команди.
У сезоні 2007/08 років тренував клуб «Салернітана» в Серії С1. Команда була в лідерах своєї групи чемпіонату, але ряд поганих результатів і погіршення відносин з президентством привели до звільнення Андреа, яке відбулося 3 лютого 2008 року.
Після двох років бездіяльності, 2 грудня 2010 року Агостінеллі став головним тренером «Портогруаро», проте не врятував венеційську команду від вильоту з Серії Б, після чого покинув клуб.
У квітні 2013 року очолив «Варезе» з Серії Б, але не зміг пробитись з клубом в плей-оф за право виступу в Серії А і в кінці сезону пішов у відставку.
У вересні 2015 року був прийнятий на роботу в клуб «Потенца» з Серії D, зайнявши посаду технічного директора.
28 грудня 2015 року він був призначений новим головним тренером однієї з команд столиці Албанії, Тирани «Партизані», з якою він підписав контракт до кінця сезону. В наступному сезоні він був найнятий чемпіонами Албанії клубом «Скендербеу», але вже 3 січня 2017 року був звільнений. На той момент він з командою займав третє місце в турнірній таблиці, будучи всього на чотири очки позаду лідерів «Кукесі».

## Статистика виступів

### Статистика клубних виступів
| Сезон                 | Команда               | Чемпіонат             | Чемпіонат | Чемпіонат | Кубок Італії | Кубок Італії | Кубок Італії | Континентальні кубки | Континентальні кубки | Континентальні кубки | Усього | Усього |
| Сезон                 | Команда               | Ліга                  | Ігор      | Голів     | Ліга         | Ігор         | Голів        | Ліга                 | Ігор                 | Голів                | Ігор   | Голів  |
| --------------------- | --------------------- | --------------------- | --------- | --------- | ------------ | ------------ | ------------ | -------------------- | -------------------- | -------------------- | ------ | ------ |
| 1975–76               | «Лаціо»               | A                     | 2         | 0         | КІ           | ?            | ?            | КУЄФА                | ?                    | ?                    | 2+     | 0+     |
| 1976–77               | «Лаціо»               | A                     | 25        | 1         | КІ           | ?            | ?            | -                    | -                    | -                    | 25+    | 1+     |
| 1977–78               | «Лаціо»               | A                     | 29        | 1         | КІ           | ?            | ?            | КУЄФА                | ?                    | ?                    | 29+    | 1+     |
| 1978–79               | «Лаціо»               | A                     | 19        | 0         | КІ           | ?            | ?            | -                    | -                    | -                    | 19+    | 0+     |
| Усього за «Лаціо»     | Усього за «Лаціо»     | Усього за «Лаціо»     | 75        | 2         |              | ?            | ?            |                      | ?                    | ?                    | 75+    | 2+     |
| 1979–80               | «Наполі»              | A                     | 9         | 0         | КІ           | 6            | 0            | КУЄФА                | 4                    | 1                    | 19     | 1      |
| 1980–81               | «Пістоєзе»            | A                     | 27        | 0         | КІ           | ?            | ?            | -                    | -                    | -                    | 27+    | 0+     |
| 1981–82               | «Модена»              | C1                    | 27        | 2         | КІ-C         | ?            | ?            | -                    | -                    | -                    | 27     | 2      |
| 1982–83               | «Аталанта»            | B                     | 30        | 0         | КІ           | 0            | 0            | -                    | -                    | -                    | 30     | 0      |
| 1983–84               | «Аталанта»            | B                     | 37        | 1         | КІ           | 5            | 0            | -                    | -                    | -                    | 42     | 1      |
| 1984–85               | «Аталанта»            | A                     | 30        | 0         | КІ           | 5            | 0            | КМ                   | 4                    | 0                    | 39     | 0      |
| Усього за «Аталанту»  | Усього за «Аталанту»  | Усього за «Аталанту»  | 97        | 1         |              | 10           | 0            |                      | 4                    | 0                    | 101    | 1      |
| 1985–86               | «Авелліно»            | A                     | 28        | 1         | КІ           | 5            | 0            | -                    | -                    | -                    | 33     | 1      |
| 1986–87               | «Авелліно»            | A                     | 2         | 0         | КІ           | ?            | ?            | -                    | -                    | -                    | 2      | 0      |
| 1986–87               | «Лечче»               | B                     | 27        | 1         | КІ           | ?            | ?            | -                    | -                    | -                    | 27     | 1      |
| 1987–88               | «Авелліно»            | A                     | 0         | 0         | КІ           | ?            | ?            | -                    | -                    | -                    | ?      | ?      |
| Усього за «Авелліно»  | Усього за «Авелліно»  | Усього за «Авелліно»  | 30        | 1         |              | ?            | ?            |                      | ?                    | ?                    | 30     | 1      |
| 1987–88               | «Дженоа»              | B                     | 18        | 0         | КІ           | ?            | ?            | -                    | -                    | -                    | 18     | 0      |
| 1988–89               | «Мантова»             | C1                    | ?         | ?         | КІ-C         | ?            | ?            | -                    | -                    | -                    | ?      | ?      |
| 1989–90               | «Мантова»             | C1                    | ?         | ?         | КІ-C         | ?            | ?            | -                    | -                    | -                    | ?      | ?      |
| Усього за «Мантову»   | Усього за «Мантову»   | Усього за «Мантову»   | 60        | 7         |              | ?            | ?            |                      | -                    | -                    | 60     | 7      |
| 1990–91               | «Лодіджані»           | C2                    | ?         | ?         | -            | -            | -            | -                    | -                    | -                    | ?      | ?      |
| 1991–92               | «Лодіджані»           | C2                    | ?         | ?         | -            | -            | -            | -                    | -                    | -                    | ?      | ?      |
| Усього за «Лодіджані» | Усього за «Лодіджані» | Усього за «Лодіджані» | 64        | 4         |              | ?            | ?            |                      | -                    | -                    | 64     | 4      |
| Усього за кар'єру     |                       |                       |           |           |              |              |              |                      |                      |                      |        |        |

## Титули і досягнення

### Як гравця
- Молодіжний чемпіон Італії: 1975-76
- Володар Англо-італійського кубка: 1982
- Переможець Серії В: 1983-84
- Переможець Серії C2: 1991-92

### Як тренера
- Володар Аматорського кубка Італії[en]: 1996-97